# U-843
 U-843  — немецкая подводная лодка типа IXC/40, времён Второй мировой войны. 
Заказ на постройку субмарины был отдан 20 января 1941 года. Лодка была заложена 21 апреля 1942 года на верфи судостроительной компании АГ Везер, Бремен, под строительным номером 1049, спущена на воду 15 декабря 1942 года, 24 марта 1943 года под командованием капитан-лейтенанта Оскара Херварца вошла в состав учебной 4-й флотилии. 1 ноября 1943 года вошла в состав 2-й флотилии. 1 октября 1944 года вошла в состав 33-й флотилии. Лодка совершила	4 боевых похода, потопила одно судно (8 261 брт). Потоплена 9 апреля 1945 года в проливе Каттегат в районе с координатами 57°32′ с. ш. 11°23′ в. д. ракетами с британского самолёта типа Mosquito. 44 члена экипажа погибли, 12 спаслись.
В пятидесятые годы обломки лодки были обнаружены ныряльщиками, и впоследствии в 1958 году лодка была поднята на поверхность при участии её последнего командира. Обнаруженные тела моряков были захоронены на кладбище Гётеборга. Остатки лодки были разделаны на металл в 1958/59 годах.